# Stegastes sanctaehelenae
Stegastes sanctaehelenae là một loài cá thuộc họ Pomacentridae. Nó là loài đặc hữu của Saint Helena.